# 989 Schwassmannia
989 Schwassmannia là một tiểu hành tinh bay quanh Mặt Trời.